# Wasyl Mychajłow
Wasyl Heorhijowycz Mychajłow (ukr. Василь Георгійович Михайлов; ur. 24 czerwca 1995) – ukraiński zapaśnik startujący w stylu wolnym. Dwukrotny olimpijczyk. Zajął dziesiąte miejsce w z Tokio 2020 w kategorii 74 kg i w Paryżu 2024 w kategorii do 86 kg.
Brązowy medalista mistrzostw świata w 2022 i 2023. Złoty medalista mistrzostw Europy w 2023 i brązowy 2020; piąty w 2019 i 2024, a także na igrzyskach europejskich w 2019. Trzeci w indywidualnym Pucharze Świata w 2020. Drugi na akademickich MŚ w 2016. 
Trzeci na MŚ U-23 w 2017. Trzeci na ME juniorów w 2015 i na ME U-23 w 2017 roku.